# Varennes-Jarcy
Varennes-Jarcy là một xã trong vùng hành chính Île-de-France, thuộc tỉnh Essonne, quận Évry, tổng Épinay-sous-Sénart. Tọa độ địa lý của xã là 48° 41' vĩ độ bắc, 02° 33' kinh độ đông.

## Địa điểm tham quan
- Nhà thờ Saint-Sulpice, 1269-1282